# Милош Кљајић
Милош Кљајић (Г. Сјеничак, код Вргинмоста, 17. март 1916 — Кодрић, код Жумберка, 14. јул 1944), учесник Народноослободилачке борбе и народни херој Југославије.

## Биографија
Рођен је 17. марта 1916. године у селу Горњи Сјеничак, код Вргинмоста. Потиче из веома сиромашне сељачке породице. Због великог сиромаштва није могао завршити ни основну школу, јер је морао чувати стоку у другим селима, код имућнијих људи. Поред чувања стоке, обављао је и тешке физичке послове. После одслужења војног рока, радио је извесно време као радник на циглани. Потом је отишао из у Тузлу, где се запослио у тузланској солани. Овде је постао члан УРС-ових синдиката и учествовао у акцијама радничког покрета. Године 1940. примљен је у чланство Комунистичке партије Југославије.
После Априлског рата и окупације Краљевине Југославије вратио се у родни крај. Већ у мају 1941. године, повезао се с партијском организацијом свога села. Активно је учествовао у припреми устанка у северном делу Кордуна. Налазио се у првој групи устаника, а у септембру 1941. године постао је командир Партизанског одреда „Сјеничак“, који је деловао на подручју Удбина-Сјеничак, према Скакавцу, Ковачевцу, Ласињи, Карловцу и Вргинмосту. Посебно се истакао у борбама с усташама и домобранима, децембра 1941. и јануара 1942. године, када су партизани успели да заштите 15.000 жена, деце и стараца, и осигурају им пут у Петрову гору.
У јануару 1942. године Милош је постао командир Треће чете Четвртог кордунашког партизанског батаљона. У фебруару је завршио први официрски курс, партизанске официрске школе у Горњем Будачком, на Кордуну и тада је постављен за командира чете Првог ударног батаљона Првог кордунашког партизанског одреда. У лето 1942. године истакао се у борби за Јастребарско, и у спашавању више од 700 српске деце с Козаре, Кордуна и Баније из усташког логора. У борбама у Словенији, Милош је био тешко рањен, а после оздрављења поново се вратио у своју јединицу.
Године 1943. постао је командант Четвртог батаљона Прве кордунашке бригаде, а затим заменик команданта и командант бригаде. Заједно са својим батаљоном спречавао је, на путу Драганић-Крашић, почетком 1943. године, нападе непријатељских тенкова и јаких пешадијских снага које су ишле у помоћ опкољеном усташком гарнизону у селу Крашићу. Иако је био лакше рањен, остао је на положају и с бомбашима јуришао на тенкове. Усташе нису успеле да се извуку из окружења и у њему је заробљено око 200 усташа, а више од 300 је погинуло током борби.
Милош Кљајић се истако и у нападу на четнике и Италијане у Лици, на Брлогу, због чега су он и његов батаљон похваљени од Штаба Осме кордунашке дивизије. Половином 1943. године истакао се и у борби с комбинованим усташким, четничким и италијанским снагама на Церовнику. Јануара 1944. године, с Четвртим батаљоном уништио је јако усташко-домобранско утврђење с око 300 војника, на Глоборничком мосту, на прузи између Горњих и Доњих Дубрава.
Средином јуна, исте године, Милош је као командант Прве кордунашке бригаде трећи пут отишао на Жумберак, где је води непрекидне борбе с Черкезима, усташама и домобранима. На путу за Жумберак, прешавши Купу, Милошева бригада уништила је непријатељско упориште Бушевац, и водила успешне борбе у Блатници и Речици крај Карловца. Од 27. јуна до 11. јула бригада је водила непрекидне борбе с јаким немачко-усташким снагама у Жумберку.
Погинуо је 14. јула 1944. године, у борби с Немцима, код села Кордића. Сахрањен је уз војне почасти на висовима Жумберка, у селу Радатовићи. Од тада, па све до краја рата његово име носио је Четврти батаљон Прве бригаде Осме ударне кордунашке дивизије.
За народног хероја проглашен је 6. децембра 1944. године.
Село Кљајићево, у општини Сомбор, у Бачкој, носи његово име.